# Salinoctomys loschalchalerosorum
Salinoctomys loschalchalerosorum là một loài động vật có vú trong họ Octodontidae, bộ Gặm nhấm. Loài này được Mares, Braum, Barquez, & Diaz mô tả năm 2000.